# سیمونلیت
سیمونلیت (به انگلیسی: Simonellite) با فرمول شیمیایی C19H24 یک ترکیب شیمیایی است. که جرم مولی آن ۲۵۲٫۳۸ گرم بر مول می‌باشد. 